# Diapheromera tamaulipensis
Diapheromera tamaulipensis är en insektsart som beskrevs av Rehn, J.A.G. 1909. Diapheromera tamaulipensis ingår i släktet Diapheromera och familjen Diapheromeridae. Inga underarter finns listade i Catalogue of Life.